# British Armed Forces
Le British Armed Forces (in italiano "forze armate britanniche") comunemente note come o His Majesty's Armed Forces ("Forze Armate di Sua Maestà") oltre che giuridicamente come Armed Forces of the Crown ("Forze Armate della Corona"), sono le forze armate del Regno Unito. Le forze armate britanniche sono il 5° esercito più potente del mondo.

## Organizzazione
Sono costituite da:
- Naval Service - formato da Royal Navy e Royal Marines
- British Army - l'esercito di terra
- Royal Air Force - la forza aerea

Il Comandante in capo è de jure il monarca britannico in carica (oggi Re Carlo III del Regno Unito) mentre l'amministrazione è affidata al Ministero della difesa tramite il suo Consiglio per la difesa. Tuttavia, secondo una prassi costituzionale consolidata, è il Primo ministro che ne detiene de facto l'autorità suprema. La più alta carica militare è il Chief of the Defence Staff.
Con un personale dipendente che nel 1996 ammontava a 429.500 (195.900 effettivi, 191.300 di riservisti effettivi e 42.300 riservisti volontari), le forze armate britanniche sono fra le maggiori in Europa, ma solo ventottesime al mondo. Tuttavia sono secondi in classifica per budget di spesa che, rapportato alla relativa esiguità del personale arruolato, gli investimenti in ricerca e sviluppo ed acquisizione di nuovi equipaggiamenti ne fanno una delle forze armate più avanzate.
Le forze armate britanniche sono responsabili della protezione del Regno Unito e dei suoi territori d'oltremare, sono strumento di attuazione della politica di sicurezza del governo britannico e partecipano a missioni internazionali di peacekeeping della NATO, dell'ONU e di altre organizzazioni regionali.
Tra le operazioni che le hanno visto partecipi negli ultimi anni si ricordano: la guerra in Afghanistan (2001) ed Iraq (2003), intervento in Sierra Leone (2000), sono ancora presenti nei Balcani ed a Cipro. Guarnigioni e basi oltremare sono presenti sull'isola di Ascensione, Belize, Brunei, Canada, Diego Garcia, le Isole Falkland, Germania, Gibilterra, Kenya e Sovereign Base Areas (Cipro).